# Tales from the Twilight World
A Tales from the Twilight World a Blind Guardian német power metal együttes harmadik albuma. A lemez borítóját Andreas Marschall készítette, aki a későbbiekben többször is együtt dolgozott az együttessel (Somewhere Far Beyond, Nightfall in Middle-Earth).
Az album újrakevert kiadása 2007. június 15-én jelent meg bónusz számokkal.

## Számok listája
1. Traveler in Time – 5:59
2. Welcome to Dying – 4:47
3. Weird Dreams – 1:19
4. Lord of the Rings – 3:14
5. Goodbye My Friend – 5:33
6. Lost in the Twilight Hall – 5:58
7. Tommyknockers – 5:09
8. Altair 4 – 2:26
9. The Last Candle – 5:59

- Japán kiadás

10. Run for the Night (Live) – 3:39
- 2007-es kiadás

11. Lost in the Twilight Hall (demó verzió)
12. Tommyknockers (demó verzió)

## Felállás
- Hansi Kürsch – ének és basszusgitár
- André Olbrich – szólógitár és háttérvokál
- Marcus Siepen – ritmusgitár és háttérvokál
- Thomas "Thomen" Stauch – dob

## Közreműködők
- Kai Hansen (Helloween, Gamma Ray) - háttérvokál, ének a Lost in the Twilight Hall című számban és gitár szóló a The Last Candle című számban.
- Piet Sielck (Iron Savior, Savage Circus) - háttérének és effektek
- Mathias Wiesner - effektek
- Rolfi Köhler, "Hacky" Hackmann és Kalle Trapp - háttérének

## Produkció
- Kalle Trapp - felvétel, keverés, producer
- Piet Sielck - hangmérnök asszisztens
- Charley Rinne - producer
- Andreas Marshall - album borító és ötlet
- Buffo/Charley Rinne - képek

## A dalokról
- A Traveler in Time alapja Frank Herbert Dűne című regénye.
- A Welcome to Dying alapja Peter Straub Floating Dragon című regénye.
- A Lord of the Rings alapja J.R.R. Tolkien A Gyűrűk Ura című regénye.
- A Tommyknockers és az Altair 4 alapja Stephen King A rémkoppantók című regénye.
- A Goodbye My Friend című számot az E.T. című film inspirálta.
- A Lost in the Twilight Hall alapja Gandalf újjászületése J.R.R. Tolkien A Gyűrűk Ura című regényében.